# Manuel Gabriel González Ramos
Manuel Gabriel González Ramos, né le 13 octobre 1966, est un homme politique espagnol membre du Parti socialiste ouvrier espagnol (PSOE).
Il est élu député de la circonscription d'Albacete lors des élections générales de novembre 2011.

## Biographie

### Profession
Manuel Gabriel González Ramos est docteur en ingénierie agronomique, licencié en économie, licencié en administration et direction d'entreprises. Il est titulaire d'un master en gestion et analyse des politiques publiques par l'université Carlos III. Il est fonctionnaire supérieur du corps supérieur de la Junte des communautés de Castille-La Manche. De mars 2001 à avril 2004, il est délégué provincial chargé de l'agriculture et de l'environnement puis délégué provincial de la Junte d'avril 2004 à novembre 2007. À cette date, il est nommé sous-délégué du gouvernement dans la province d'Albacete jusqu'en novembre 2011. 

### Carrière politique
Il est secrétaire général de la fédération socialiste d'Albacete.
Le 20 novembre 2011, il est élu député pour Albacete au Congrès des députés et réélu en 2015 et 2016.